# Bennett Building
Le Bennett Building est un monument désigné de New York  dans le quartier financier de Lower Manhattan, à New York. Le bâtiment est situé le long de la rue Nassau, mais ayant une façade sur trois rues, il a trois adresses : 93-99 Nassau Street, 139 Fulton Street et 30 Ann Street. Sa principale caractéristique est une façade entièrement réalisée en fonte (cast-iron), le plus grand exemple connu de ce type. 
Les trois façades entièrement conçues du bâtiment font face aux rues Fulton, Nassau et Ann. Le quatrième côté, face à une propriété adjacente, a une façade essentiellement vierge. 

## Histoire et description

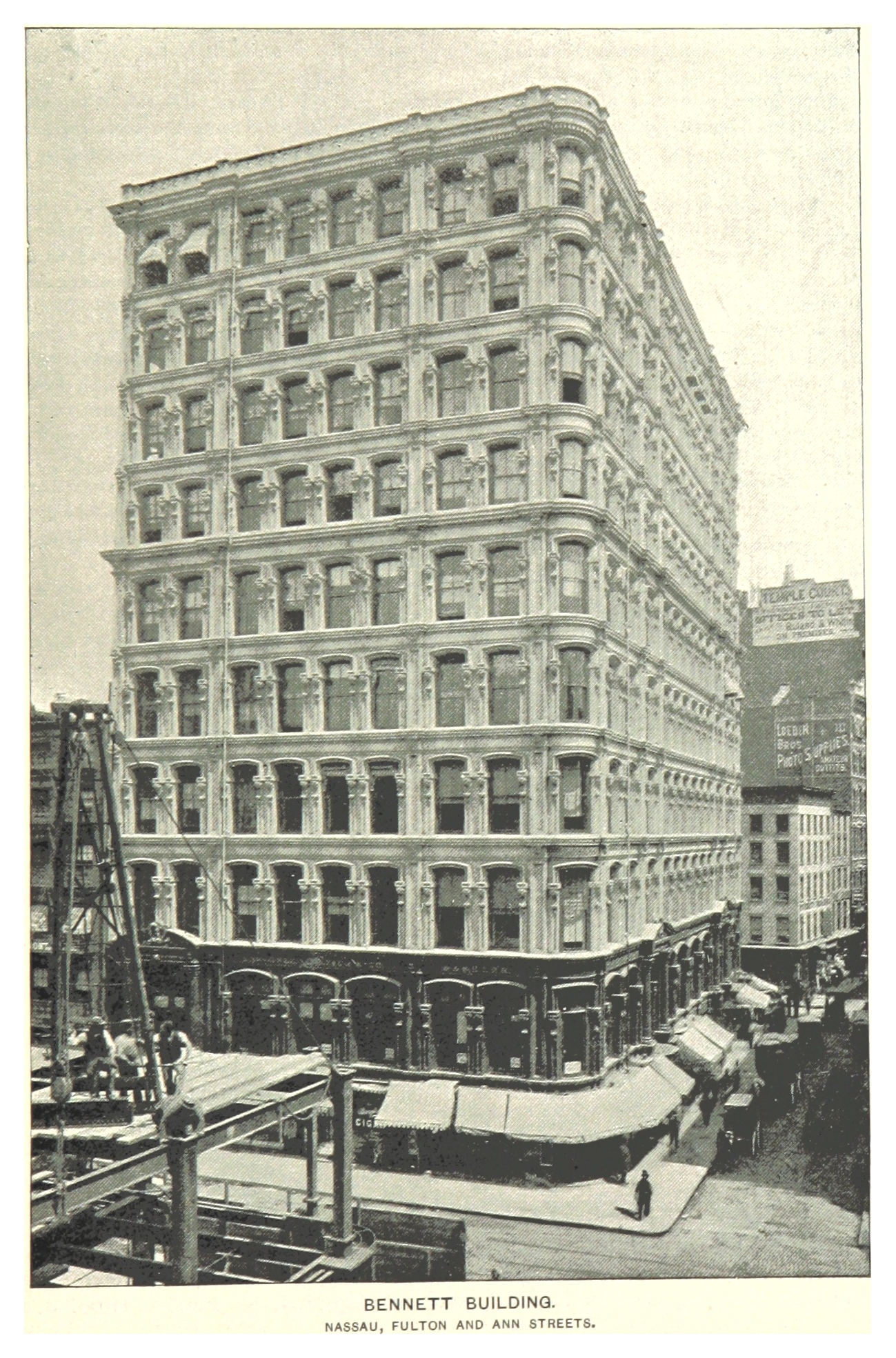
Photographie du Bennett Building en 1893

Le bâtiment est un loft en fonte de dix étages (plus penthouse).  
Il a été commandé par James Gordon Bennett Jr., l'éditeur du journal New York Herald. L'architecte était Arthur D. Gilman, et est son seul travail subsistant à Manhattan . Il l'a conçu dans le style du Second Empire français. Construit en 1872-1873 sur six étages, le toit mansardé a été enlevé et trois étages et un penthouse ont été ajoutés en 1890-1892 par James M. Farnsworth pour le nouveau propriétaire du bâtiment, John Petit. En 1894, Farnsworth a construit une extension du bâtiment jusqu'à la rue Ann. Dans les deux cas, les ajouts de Farnsworth ont soigneusement suivi la conception originale de Gilman. 
Le 21 novembre 1995, la Commission de préservation des monuments de New York  a désigné le bâtiment comme un monument de New York . 
Le bâtiment Bennett est le plus haut bâtiment du monde avec une façade entièrement en fonte 